# Karl Rove

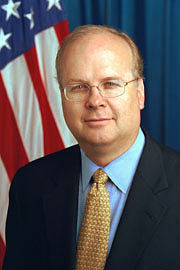
Karl Rove.

Karl Christian Rove (Denver, Colorado, 25 de dezembro de 1950) era o Delegado-Chefe da Casa Civil da Presidência dos Estados Unidos da América, sob a administração de George Walker Bush, até sua exoneração, a pedido, a se efetivar no final de agosto de 2007. Consultor político antes de atuar na Casa Branca, Rove se consagrou no Texas como o responsável por tornar este Estado norte-americano sob o domínio político do Partido Republicano.
Na mídia dos EUA também é reconhecido por ser o grande artífice das vitórias eleitorais de George W. Bush, ou seja, as duas eleições consecutivas para Governador do Texas (1994 e 1998) e, posteriormente, para Presidente dos Estados Unidos (2000 e 2004). É um dos admiradores de Irving Kristol e Leo Strauss.